# Sierra Boggess
Sierra Marjory Boggess (Denver, 20 de maio de 1982) é uma atriz e cantora de teatro norte-americana. 

## Anos iniciais
Sierra Boggess nasceu e cresceu na cidade de Denver, no Colorado, com as suas duas irmãs, Summer e Allegra. As três eram membros do Colorado Children's Chorale. Seus pais são Kellun Turner e Michael Boggess. Ela participou de George Washington High School e formou-se na Universidade de Millikin em 2004 com um bacharelado em Artes.

## Carreira
Boggess começou sua carreira no elenco de fundo e como uma suplente para Cosette na turnê americana de Les Misérables. Ela também desempenhou os papéis de Binky e Ram Dass no musical Princesses em Goodspeed Opera House na 5th Avenue Theatre, Seattle. Seus trabalhos anteriores inclui West Side Story (Maria), Os Piratas de Penzance (Mabel), The Boy Friend  e Sweet Charity (Caridade).
Durante o tempo em que ela foi atuando em Les Misérables, Boggess foi escolhida para a nova produção de Las Vegas do O Fantasma da Ópera do Andrew Lloyd Webber, no Venetian Resort e Casino. A produção estreou no dia 24 de junho de 2006. Boggess foi Christine Daaé, papel feminino principal, co-estrelando com Anthony Crivello e Brent Barrett alternando como o Fantasma. Ela ficou com a produção de Vegas por um ano.
Boggess, em seguida, estrelou sua primeira produção na Broadway como Ariel em A Pequena Sereia. Ela atuou no show nas prévias pré-Broadway em Denver, no Denver Center for the Performing Arts da Ellie Caulkins Ópera entre 26 de julho a 9 de setembro de 2007. A produção da Broadway começou as prévias no Lunt-Fontanne Theatre em 03 de novembro de 2007. O show foi temporariamente encerrado em 10 de novembro até 28 de novembro de 2007, devido à greve de 2007 dos funcionários de palcos na Broadway. As pefomrances foram retomadas no dia seguinte a greve e a abertura oficial foi alterada de 6 de dezembro de 2007 a 10 de janeiro de 2008. Boggess recebeu críticas positivas pelo seu desempenho. Ela ficou com o show por um ano e meio, e seu desempenho final como Ariel foi em 31 de maio de 2009. Boggess foi substituída pela suplente Chelsea Morgan Stock.
Enquanto ela estava em A Pequena Sereia, Boggess atuou ao lado de Kristin Chenoweth no Bis! atuando no concerto do Music in the Air em fevereiro de 2009.
A partir de fevereiro de 2010 a março de 2011, Boggess estrelou como Christine Daaé na sequela para O Fantasma da Ópera, Love Never Dies. Ela também se apresentou no Rodgers e Hammerstein Prom no Royal Albert Hall, em 22 de agosto de 2010, que foi exibido no dia 28. Depois de deixar Love Never Dies sendo substituída por Celia Graham, Boggess interpretou Sharon, ao lado de Tyne Daly, no revival da Broadway de Master Class, em 14 de junho de 2011. O show terminou suas performances limitadas em 4 de setembro de 2011.
Boggess, mais uma vez, desempenhou o papel de Christine Daaé no concerto de aniversário de O Fantasma da Ópera no Royal Albert Hall, em Londres, com sua co-estrela de Love Never Dies, Ramin Karimloo, como o Fantasma no Royal Albert Hall, em 1º a 2 de outubro de 2011.
Boggess estrelou no musical Off-Broadway, Love, Loss, and What I Wore, a partir de 29 de fevereiro de 2012 até o show de encerramento no dia 25 de março de 2012.
Em abril de 2012, Boggess anunciou que ela saiu de Rebecca e, em vez disso, se juntou ao elenco do próximo musical revival, o Prince of Broadway , que presta homenagem ao diretor Harold Prince. No entanto, o projeto foi adiado para 2013. Em 2 de julho de 2012, Boggess voltou para Les Misérables  té 10 de janeiro de 2013. Desta vez em West End no Queen's Theatre e assumiu o papel de Fantine.
Em 21 de janeiro de 2013, Boggess voltou para o papel de Christine em O Fantasma da Ópera para a Broadway, na produção do 25º aniversário e co-atuou ao lado de Hugh Panaro como o Fantasma. Ela interpretou o papel por um período limitado de seis semanas, até 2 de março de 2013. Ela foi substituída pela Christine alternativa, Samantha Hill.
Após O Fantasma da Ópera, Boggess começou a ensinar várias turmas de teatro musical e começou trabalhar na futura adaptação musical do filme de 1998, Ever After. No entanto, Boggess não fazia parte do musical em sua estréia mundial no Papermil Playhouse em 2015. Ela também estreou em um show de cabaré, intitulado Awakening em 54 Below, Nova York. Os shows foram gravados num álbum solo ao vivo chamado Awakening: Live at 54 Below, que foi lançado no dia 10 de dezembro de 2013 pela Broadway Records.
Em janeiro de 2014 Boggess desempenhou o papel de uma lésbica no curta-metragem Russian Broadway Shut Down (protestando contra o governo russo, em resposta à homossexualidade em teatro).
Em 24 de Março de 2014, foi anunciado que Boggess mais uma vez a interpretar Christine em O Fantasma da Ópera na Broadway e se reunir com seu ex co-estrela de Pequena Sereia, Norma Lewis como o Fantasma (que entrou para a história como o primeiro ator afro-americano desempenhar o papel-título no elenco da Broadway). Eles começaram as apresentações em 12 de maio de 2014. Boggess, concluiu-lo em 6 de setembro de 2014, e foi substituída por Maria Michael Patterson.
Depois de concluir o seu papel em O Fantasma da Ópera com Norma Lewis, Boggess voltou para sua alma mater, a Universidade de Millikin para realizar um show beneficente com a classe de 2015 do teatro musical. Ele foi baseado em seu concerto Awakening no 52 Below, e foi realizado para ajudar a arrecadar dinheiro para o novo edifício de Teatro e Dança. 
Boggess originou o papel de Rebecca Steinberg em It Shoulda Been You, produção de 2015 da Broadway no Brooks Atkinson Teatro. O musical—que ela co-estrelou com Tyne Daly, seu parceiro em Master Class — contou com direção de David Hyde Pierce. O show começou as prévias no dia 17 de março, inaugurou no dia 14 de abril, e terminou em 9 de agosto de 2015.
Boggess está atualmente exercendo o papel de Rosalie Mullins, diretora de escola na adaptação do Andrew Lloyd Webber de School of Rock no Winter Garden Theatre. Começou as prévias em 9 de novembro de 2015, e foi inaugurado em 6 de dezembro. Ela vai se afastar da produção em 8 de agosto de 2016 para interpretar Christine Daae novamente na produção de Páris de O Fantasma da Ópera.
Em fevereiro de 2016, ela se reuniu com Ramim Karimloo no The Secret Garden, do Manhattan Concert Productions, onde ela cantou o papel de Lily.
Em 8 de agosto de 2016, Boggess terminou seu papel como Rosalie Mullins na School Of Rock e foi substituída por Jennifer Gambatese. Depois de deixar a School of Rock, ela foi definida para retratar seu papel como Christine Daaé em Le Fantôme de l'Opéra, a produção francesa de The Phantom of the Opera. No entanto, a produção foi adiada para novo aviso devido a um incêndio no Théâtre Mogador, onde o show deveria ser realizado. O Théâtre Mogador fica a poucos quarteirões da Opéra Garnier, onde acontece a história real de O Fantasma da Ópera.
Em 10 de novembro de 2016, Boggess se reuniu com Kristin Chenoweth, co-estrela da Music in the Air, durante sua exposição individual My Love Letter To Broadway.
Em 5 de dezembro de 2016, foi anunciado que Boggess embarcará em sua primeira turnê australiana em junho de 2017, fazendo paradas em Sydney, Melbourne e Brisbane. Ela começou recentemente sua turnê antes (28 de janeiro de 2017).
Em sua última aparição, Boggess estrelou The Age of Innocence, como condessa Ellen Olenska em Hartford Stage, localizada em Hartford, Connecticut. O show aconteceu de 5 de abril a 6 de maio de 2018 antes de a produção se mudar para Princeton, no McCarter Theatre Center, em Nova Jersey, para uma turnê de 7 de setembro a 7 de outubro de 2018.

## Teatro
| Ano(s)    | Produção                                          | Papel                     | Localização                           | Categoria        |
| --------- | ------------------------------------------------- | ------------------------- | ------------------------------------- | ---------------- |
| 2005–2006 | Les Miserables                                    | Cosette                   | US Tour                               | US Tour          |
| 2006–2007 | The Phantom of the Opera                          | Christine Daaé            | Venetian Resort and Casino            | Las Vegas        |
| 2007      | The Little Mermaid                                | Ariel                     | Denver Center for the Performing Arts | Denver           |
| 2007–2009 | The Little Mermaid                                | Ariel                     | Lunt-Fontanne Theatre                 | Broadway         |
| 2009      | Music in the Air                                  | Sieglinde Lessing         | Encores!                              | New York Concert |
| 2010–11   | Love Never Dies                                   | Christine Daaé            | Adelphi Theatre                       | West End         |
| 2011      | The Phantom of the Opera at the Royal Albert Hall | Christine Daaé            | Royal Albert Hall                     | London Concert   |
| 2011      | Master Class                                      | Sharon Graham             | Samuel J. Friedman Theatre            | Broadway         |
| 2012–13   | Les Miserables                                    | Fantine                   | Queens Theatre                        | West End         |
| 2012      | Love, Loss and What I Wore                        | Various Characters        | Westside Theatre                      | Off-Broadway     |
| 2013      | The Phantom of the Opera                          | Christine Daaé            | Majestic Theatre                      | Broadway         |
| 2014      | The Phantom of the Opera                          | Christine Daaé            | Majestic Theatre                      | Broadway         |
| 2015      | It Shoulda Been You                               | Rebecca Steinberg         | Brooks Atkinson Theatre               | Broadway         |
| 2015–16   | School of Rock                                    | Principal Rosalie Mullins | Winter Garden Theatre                 | Broadway         |
| 2016      | The Secret Garden                                 | Lily Craven               | Lincoln Center                        | New York Concert |
| 2016      | The Age of Innocence                              | Ellen Olenska             | Hartford Stage                        | Connecticut      |

## Prêmios e indicações
| Ano  | Prêmio                                       | Categoria                                    | Trabalho Indicado   | Resultado |
| ---- | -------------------------------------------- | -------------------------------------------- | ------------------- | --------- |
| 2008 | Drama Desk Award                             | Melhor Atriz em um Musical                   | A Pequena Sereia    | Indicado  |
| 2008 | Drama League Award                           | Distinto Desempenho                          | A Pequena Sereia    | Indicado  |
| 2008 | Broadway.com Prêmio do Público               | Favorito Atriz em um Musical da Broadway     | A Pequena Sereia    | Indicado  |
| 2008 | Broadway.com Prêmio do Público               | Favorita estréia de uma atriz feminina       | A Pequena Sereia    | Venceu    |
| 2010 | BroadwayWorld Uk Award                       | Melhor Atriz em Musical                      | Love Never Dies     | Indicado  |
| 2011 | WhatsOnStage.com Theatre Goes's Choice Award | Melhor Atriz em Musical                      | Love Never Dies     | Indicado  |
| 2011 | Laurence Olivier Award                       | Melhor Atriz em Musical                      | Love Never Dies     | Indicado  |
| 2013 | Broadway.com Prémio do Público               | Favorita Substituição                        | O Fantasma da Ópera | Venceu    |
| 2015 | Broadway.com o Prémio do Público             | Favorita Atriz                               | It Should Been You  | Venceu    |
| 2016 | Broadway.com Prêmio Do Público               | Favorita Atriz                               | Escola do Rock      | Indicado  |
| 2016 | Broadway.com Prêmio Do Público               | Favorito Par nos Palcos (com Alex Brightman) | Escola do Rock      | Indicado  |